# Unni Birkrem
Unni Birkrem est une ancienne handballeuse internationale norvégienne. 
Avec l'équipe de Norvège, elle remporte une médaille de bronze au Championnat du monde de 1986.

## Palmarès
- Médaille de bronze aux Championnats du monde 1986